# NOVA School of Science and Technology
A Faculdade de Ciências e Tecnologia da Universidade NOVA de Lisboa (NOVA FCT) , é uma das unidades orgânicas da Universidade NOVA de Lisboa, vocacionada para o ensino e investigação nas áreas das Ciências, Tecnologia e Engenharia.
A NOVA FCT foi criada em 1977 aquando da reorganização de vários departamentos e cursos da Universidade Nova de Lisboa em faculdades. Em 1980 foi instalada no Campus Universitário do Monte de Caparica, no concelho de Almada. Atualmente com 15 ha  construídos e ainda mais 17 ha para futura expansão, este campus é o maior da Europa, albergando modernos edifícios escolares, laboratoriais, administrativos e sociais, além de espaços verdes.
A NOVA FCT, com cerca de 8.500 estudantes, dispõe de um dos melhores Campus universitários, distinguindo-se por uma cultura de excelente relacionamento docente-estudante e por uma vida académica intensa, com atividades culturais e desportivas.
Todos os seus cursos estão acreditados pela A3ES (Agência de Avaliação e Acreditação do Ensino Superior) e todos os cursos de Engenharia são reconhecidos pela Ordem dos Engenheiros, FEANI e EUR-ACE.
Com cerca de 420 docentes, 525 investigadores e 200 funcionários, a FCT NOVA estrutura-se em 14 Departamentos e 16 Centros de Investigação, oferecendo 94 ciclos de estudo (18 graduações, 76 pós-graduações).
A sua produção científica, materializada pela publicação de um elevado número de artigos em revistas científicas internacionais de grande exigência e qualidade, confere-lhe amplo reconhecimento internacional (o valor do índice de produção científica - SciVal Citation Impact - é de 1,35, o que significa que a NOVA FCT se encontra 35% acima da média mundial. Este desempenho permite-lhe integrar as principais redes de universidades tecnológicas, como a rede CESAER e participar em consórcios com universidades europeias e dos EUA, designadamente MIT, CMU e Universidade do Texas.
A participação da NOVA FCT em 9 COLABs e a obtenção de 21 Bolsas ERC por investigadores da NOVA FCT (maior concentração destes laboratórios e bolsas em universidades portuguesas), mostra ser uma Escola de Ciência e Engenharia orientada para o futuro e baseada em investigação internacional de vanguarda. 

## Direção
História recente:
O atual diretor da instituição é José Júlio Alferes, Professor Catedrático do Departamento de Informática, sendo o sucessor de Virgílio Cruz Machado, Professor Catedrático do Departamento de Engenharia Mecânica e Industrial, que ocupava o cargo desde 2018. Este sucedeu no cargo ao Professor Doutor Fernando Santana, Professor Catedrático de Eng. do Ambiente que esteve ao leme da FCT NOVA desde 2006, tendo por volta de 2012/2013 implementado um novo perfil curricular, transversal a todos os cursos baseado na avaliação contínua e na formação em soft skills. 

## Organização
Esta faculdade encontra-se dividida em vários departamentos, cada um sendo responsável por leccionar as cadeiras relativas à sua área.
A maioria das cadeiras lecionadas por um departamento são vocacionadas para as licenciaturas e mestrados agregados ao departamento, no entanto existem algumas cadeiras de tronco comum, transversais a todos os cursos (por exemplo algumas cadeiras de matemática, programação ou física) que são administradas a todos os alunos

A atividade de investigação da NOVA FCT é reconhecida pelo European Research Council (ERC), que apoia excelentes pesquisadores com ideias pioneiras e é altamente competitivo. A NOVA FCT obteve até à data oito Bolsas ERC, o que atesta o envolvimento da Faculdade em pesquisa internacional de vanguarda.
Na sequência do crescente compromisso com o desenvolvimento do país, a NOVA FCT participa também em nove laboratórios colaborativos (COLABs).
A NOVA FCT tem uma unidade dedicada à Promoção de Investigação e Inovação (RIA), fornecendo suporte a todo o ciclo de inovação, desde a génese de uma ideia até à sua aplicação no mercado, contribuindo para a criação de valor da Escola.